# Чикагски блус
Чикагски блус е форма на блус музика развита в Чикаго, Илинойс.

## Характеристика
Чикагския блус заема акустичната китара и хармониката от Делта блуса като звучнето на хармониката е усилено чрез микрофон и усилвател и е добавена електрическа китара, бас китара с усилвател, барабани, пиано и понякога саксофон и тромпет. Този тип музика се развива през първата половина на 20 век по време на Голямото преселение на афроамериканци, когато бившите роби мигрират от юга в индустриалните градове на севера.
Първоначално чикагския блус се свири на улицата, но след като придобива популярност се превръща в търговско начинание. През 60-те години новия стил музика достига Европа, като влиятнието му е толкова голямо, че английските рокендрол групи започват да черпят вдъхновение от него и да правят кавъри на блус песни.
Първоначално в блус клубовете в Чикаго свирели черни музиканти и музиката била предназначена основно за черната публика. Освен това по-голямата част от тези клубове се намирали в южната част на града и белите не ги посещавали. С времето това се променя, което е и причината за появата на такива клубове в северната част на града. В последната сметка популярността на блуса става причината и бели музиканти да започнат да го изпълняват.
Чикагския блус използва повече ноти от стандартния блус, който използва шестнотна скала; често се добавят мажорни ноти и девети ноти (октава плюс секунда), което дава по-„джазово звучене“ като все пак се остава в рамките на блуса. Чикагския блус се отличава и с тежкия си бас. Също като Делта блуса и чикагския използва често хармоника и понякога саксофон.

## Известни музиканти
Популярни чикагски блусмени певци и композитори са Джими Рийд, Мъди Уотърс, Хаулин Уулф и Уили Диксън; китаристи: Фреди Кинг, Меджик Сам, Съл Джонсън, Бъди Гай, Робърт Локууд Джуниър, Маккинли Мичъл, Бо Дидли, Майк Блумфийлд и Елмор Джеймс; хармоника: Уолтър Хортън, Литъл Уолтър, Чарли Мъсълуайт, Пол Бътърфийлд, Джуниър Уелс.

## Известни звукозаписни компании

### Chess Records
Основна статия: Чес Рекърдс
Чес Рекърдс ръководена от братята Ленард и Фил Чес е най-известната звукозаписна компания в Чикаго, която записва и разпространява блус музика. Съществува от 1950 до 1969 г., когато братята продават компанията. Много от соло музикантите в Чес работели и като сешън музиканти и записвали албумите на други блусмени.
Checker Records е филиан на Чес, който записва Бо Дидли, Робърт Локууд Джуниър, Дж. Б. Леноар и Сони Бой Уилямсън II.

### Cobra Records
Cobra Records е назависим лейбъл, който съществува от 1956 до 1959 г. Cobra изиграват важна роля в кариерите на Отис Ръш, Меджик Сам и Бъди Гай. Те сигнализират за набиращия сили Западен звук.
Cobra са създадени в западната част на Чикаго през 1956 г., от Ели Тоскано (собственик на музикален магазин и сервиз за поправка на телевизори) и Хауърд Бендо. Когато предишния му лейбъл Abco Records, не води до очаквания интерес Тоскано предлага на Уили Диксън да работи за Cobra. Недоволен от работата си с Чес Диксън приема. Там той заема много длъжности включително търсач на таланти, продуцент, аранжор, композитор, басист, а и води артистичната визия на лейбъла.

### Delmark
Delmark е формиран през 1958, когато Боб Костър премества лейбъла Delmark от Сейнт Луис в Чикаго и съществува и до днес. Записва и разпространява джаз и блус музика. Музиканти, които работят с Delmark са Роско Мичъл, Джуниър Уелс, Робърт Локууд Джуниър и Сони Бой Уилямсън II.

### Alligator Records
Брус Игуайър, бивш служител в Delmark, създава Alligator Records през 1971 г. Alligator и до днес остава главно блус лейбъл. Записва изпълнители като Коко Тейлър, Бъди Гай, Отис Ръш, Хаунд Дог Тейлър и Еди Клиъруотър.

### Twinight Records
Twinight Records е малък американски лейбъл основан в Чикаго през 1967 г. от Хауърд Бендо и Питър Райт, който по-късно добавя като партньор Родни Джонс. Специализират се в Р&Б и соул музика. За няколко месеца се казват Twilight Records, когато разбират, че има друг лейбъл с това име и променят името си. За пет години лейбълът издава (или поне записва) 55 сингъла от които класира седем. Звездата им е Съл Джонсън, които има няколко хита за King Records и който ще издаде най-големият си хит за Hi Records в края на 70-те. Хитове на Джонсън за Twinight са "Come on Sock it to Me" (1967), "Sorry ‘Bout Dat", "Different Strokes", "Is It Because I'm Black" (1969), and "Concrete Reservation".